# Keresztség

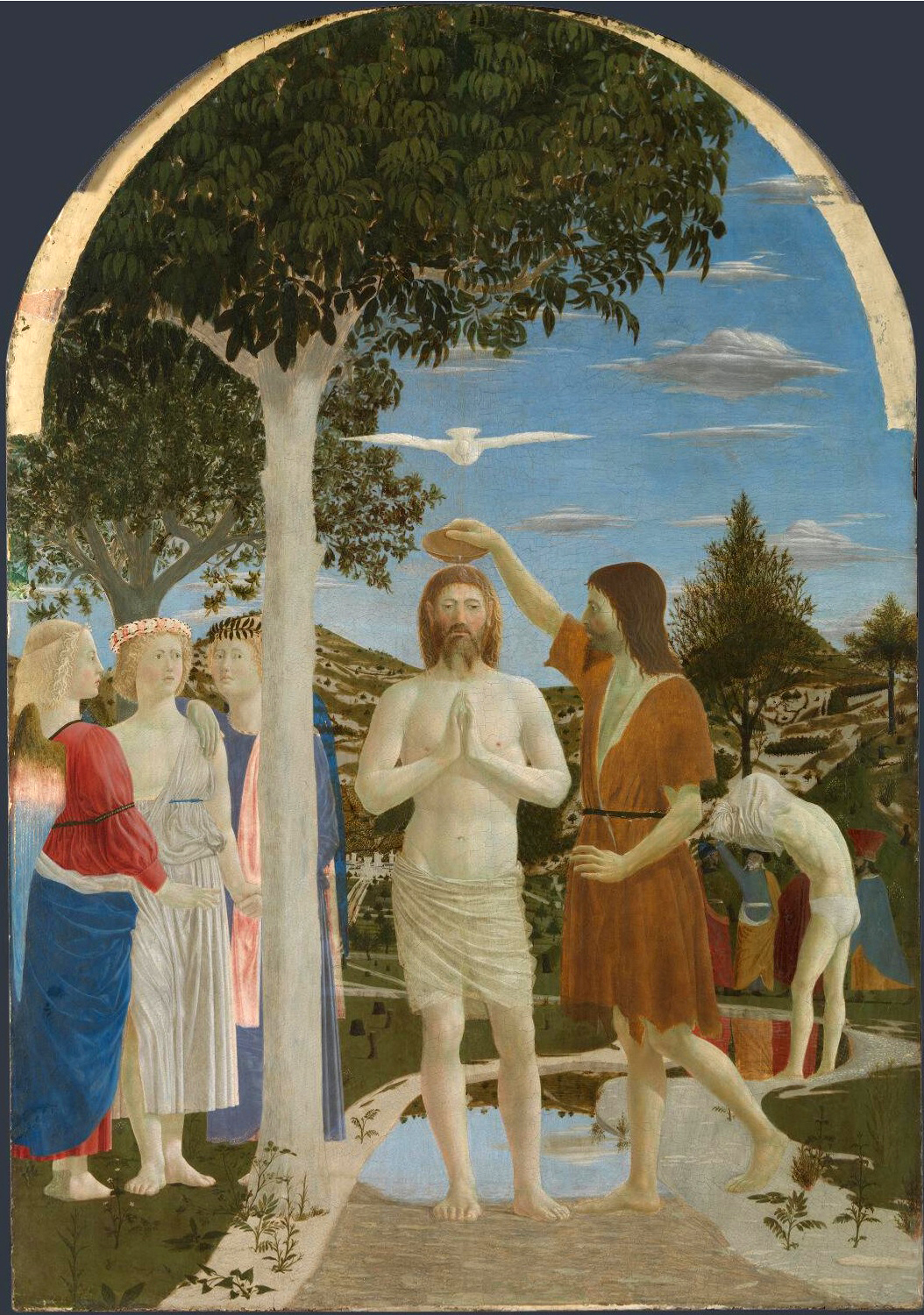
Piero della Francesca: Keresztelő János megkereszteli Jézust

A keresztség a kereszténységben gyakorolt szertartás, mely általában víz általi rituális megtisztulást jelent. Ez a rituálé többnyire azt is jelenti, hogy aki a keresztséget felveszi, az az egyház, illetve a mennyei család tagjává válik. A legtöbb egyházban a szentségek egyike. Az eredetileg alámerítésnek nevezett, de a mai magyar szóhasználatban keresztelésnek fordított kifejezés arra utal, hogy az Újszövetségben Keresztelő (Alámerítő) János a Jordán folyó vize alá merítve tisztította meg a követőket, és tette őket Krisztus követőjévé.
A keresztelés a keresztény vallás egyik legfontosabb szertartása. Jelentősége a mögöttes tartalmon túl azért kiemelkedő, mert ahhoz, hogy valaki az egyház, a közösség tagjává váljon, meg kell keresztelkednie. A szertartás során a keresztelendőt vízbe merítik, ezt görögül baptizmusnak hívják. Mivel a rómaiak a fürdőiket görög szóval baptisterionnak
nevezték, a keresztelőkápolnákat baptisztériumoknak hívják. A vízbemártáshoz szükség volt egy keresztelőmedencére, amit a templomon kívül kellett elhelyezni — részben azért, mert a templomba már csak a megkereszteltek léphettek be.

## Etimológiája
A szó Görög eredetije a βάπτειν vagy βαπτίζω, baptein vagy baptizein ige. Jelentése bemártani vagy bemeríteni, pontosabban körülírva „valamit teljesen víz alá meríteni úgy, hogy a víz összezáródjon felette”, azaz alámeríteni.
A latin nyelv a görögből vette át ezt a kifejezést, és alakította ki belőle az alámerítés vagy alámerítkezés fogalmát, így lett latinul baptismus vagy baptisma, amely kifejezés használata a legtöbb nyelven a mai napig megmaradt.
Az alámerítésre használt magyar szó a „kereszt” + -ség képzővel kialakított keresztelés kifejezés. A keresztelés és a korábbi rövid alak, amelynek ma is élő maradványa a víz-kereszt (vízzel keresztelés), szláv eredetű, amely azonos a kereszt előzményének számító szavakkal.

## Története

### A zsidó vallásgyakorlatban
A mai zsidó hitrendszerben és vallásgyakorlatban keresztségről nem beszélhetünk. Csak abból a szempontból említhető, hogy a keresztények az Újszövetség előképei közé sorolnak az Ószövetség egyes eseményeit. Továbbá a zsidó vallási élet rituális mosakodásokat írt elő, - a Tóra -, amik a papokat és a hívőket a vallási szertartásra alkalmassá tették. (Szám 19.2-20); MTörv 23,10-12). A mosakodás a mindennapi életre is kiterjedt, emlékezetes, amikor Jézust a zsidók kérdőre vonják, hogy tanítványaival miért piszkos kézzel esznek.
Az esszénusoknál illetve azok qumráni ágánál voltak olyan fürdők, amelyek bűnbocsánattal összekötve lelki tisztulást hirdettek. A qumrániak minden nap keresztelkedtek, és minden hívő saját maga merült alá.

### Előzmények az Ószövetségben
A víz általi megtisztulás jelképét megtalálhatjuk az özönvíz erkölcsi értelmezésében, valamint ide sorolható a csoda, a Vörös tenger szétnyílása és összezárulása, amely a megtisztulással rokonértelmű megszabadulás jelképét hozta a zsidó népre. (1Kor 10.1-2). A próféták a víz kiáradásáról prófétáltak, mely a bűnöktől megtisztít, (Zak 13.1) ami eszkatológikus megtisztulást hozott Isten Lelkének kiáradásával (Ez 36.24-28 és Zsolt 51.9. 12. 13.).

## Az Újszövetségben

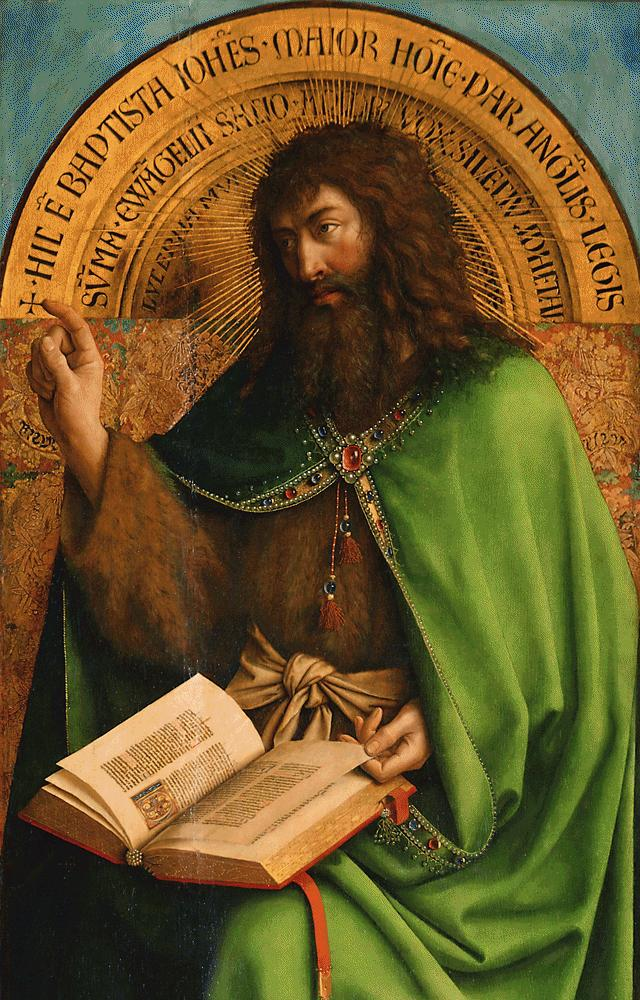
Keresztelő János ábrázolása a genti oltár táblaképén
"Akkor eljött Jézus Galileából a Jordán mellé Jánoshoz, hogy megkeresztelkedjék ő általa.
János azonban visszatartja vala őt, mondván: Nékem kell általad megkeresztelkednem, és te jössz én hozzám?
Jézus pedig felelvén, monda néki: Engedj most, mert így illik nékünk minden igazságot betöltenünk. Ekkor enged néki. És Jézus megkeresztelkedvén, azonnal kijőve a vízből; és íme az egek megnyilatkoznak néki, és ő látja az Istennek Lelkét alájönni mint egy galambot és ő reá szállani. És íme egy égi hang ezt mondja vala: Ez amaz én szerelmes fiam, a kiben én gyönyörködöm." Máté evangéliuma 3. 13-17

Keresztelő Szent János keresztsége beavatás volt, egy ajánlat a messiási várakozásra, aki majd Szentlélekkel és tűzzel fog keresztelni (Mt. 3.11). A messiás országát készíti elő, melyben a lelkület megváltoztatását akarja - a bűn "lemosásán" túl.
Jézus is megkeresztelkedik nála. A bűn közé akarja sorolni magát, mert magára veszi a világ bűneit (Jn. 1,29. 36.)

### Vízkeresztség
Az újszövetségi értelmezés szerint a vízkeresztség olyan szent cselekedet, amelyet Isten Igéje parancsol.
Ez egy engedelmességbeli és hitbeli tett, amelyben a hívő azonosul Jézus Krisztus halálával, eltemettetésével és feltámadásával.
"Eltemettettünk azért ő vele együtt a keresztség által a halálba: hogy miképen feltámasztatott Krisztus a halálból az Atyának dicsősége által, azonképen mi is új életben járjunk."
Biblia, Rómaiakhoz írt levél 6:4 (Károli biblia)
A vízkeresztség feltétele a Jézus Krisztushoz való megtérés és az belé vetett hit. A vízkeresztség eredményezi a bűnök eltörlését, az óember megfeszítését és eltemetését, a föltámadott életre való újjászületést, a szív körülmetélését és a Krisztus Testébe, az Egyházba való belépést.

### Szentlélek keresztség
A karizmatikus mozgalom szerint bár az újjászületés is a Szentlélek munkájának gyümölcse, de nem azonos a Szentlélek keresztséggel (értsd: Szentlélekkel való betöltekezéssel), ami a megtérés után a második megtapasztalást jelenti a hívő életében. Ezért fontosnak tartják hangsúlyozni, hogy Jézus Krisztus főpapi szolgálatának egyik legfontosabb része az Egyházban ma is az, hogy Szentlélekkel keresztel (Apostolok cselekedetei 2:33). Ezáltal a hívő Isten erejének részesévé válik, ami alkalmassá teszi őt arra, hogy eleget tegyen tanítványi kötelezettségeinek (az evangélium hirdetése, bizonyságtevés, gyógyítás, szabadítás stb.).
A karizmatikus gyülekezetek hitvallása szerint a Szentlélek ajándékai nem szűntek meg, hanem ma is működnek, ennek megfelelően a Szentlélekkel való betöltekezés leggyakoribb jele a nyelveken szólás, ami természetfölötti jel: ilyenkor a Szentlélek szól a hívőn keresztül. A Szentlélek vételének feltétele a megtérés és a hit Jézus Krisztusban.

## Teológia

### Az apostoli periódusban
Meg kellett vallani Jézust, mint Urat és Messiást. Az Apostolok cselekedeteiben leírtak szerint Jézus nevében kereszteltek. (Apcsel 2.38, 4.12)

## Kereszténység

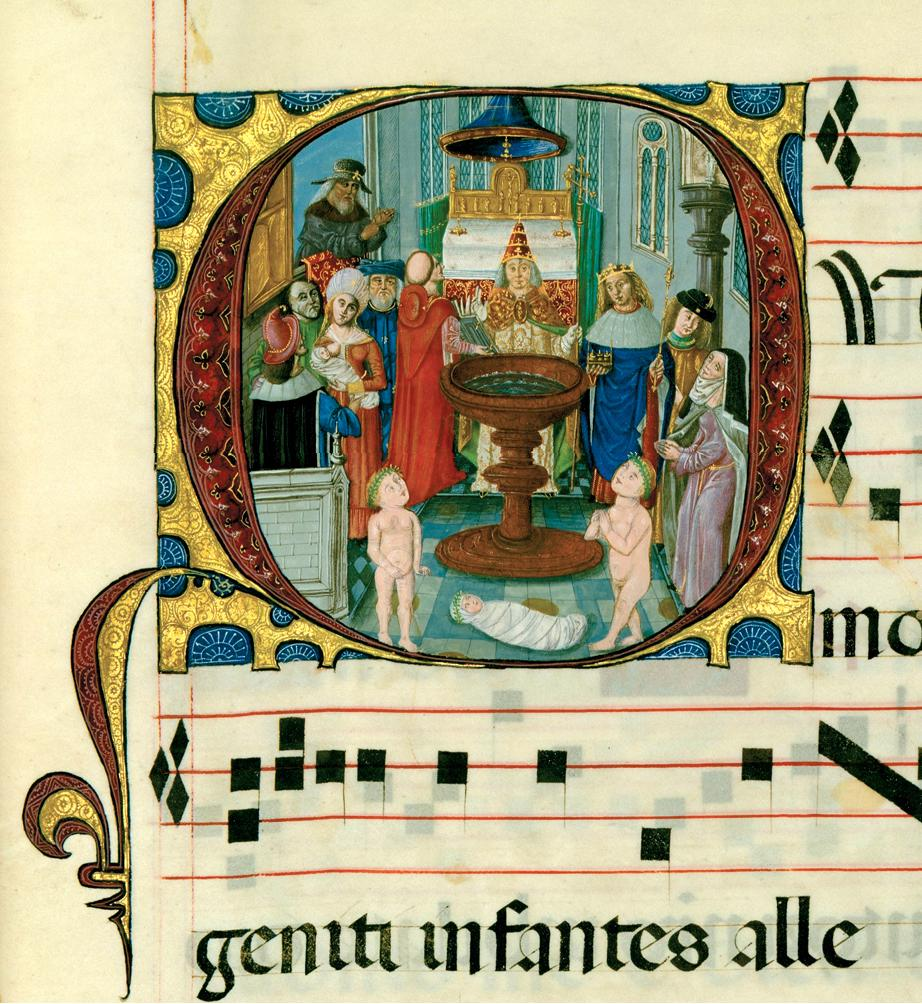
Keresztelés jelenet a Mátyás Graduálé miniatúráján

### Baptista mozgalom
A baptista kereszténységben azt vallják, hogy a bemerítést az Úr Jézus Krisztus rendelte. A bemerítés az újjászületés jelképe, a Megváltóba vetett hit szeretetből és engedelmességből fakadó gyümölcse, Krisztussal és az ő testével, a hívők közösségével egyesülésünk kiábrázolása.
Bemerítésben csak az részesülhet, akinek életében láthatók a megtérés gyümölcsei; aki az Úr Jézus Krisztusba vetett hitéről vallást tett, és bemerítését önként kérte. Jézus Krisztus rendelése és az apostolok példája nyomán a bemerítendőt az Atyának, a Fiúnak és a Szentléleknek nevére teljesen a vízbe merítik. A bemerítéssel az újjászületett ember ünnepélyesen vallást tesz arról, hogy bűnös életével szakítva, magát mindenestől átadja Jézus Krisztusnak. Isten a bemerítésben részesülő embert bizonyossá teszi arról, hogy amiképpen meghalt és eltemettetett Jézussal együtt a bűnnek, akképpen föl is támad vele együtt új életre. A bemerítés által kiábrázolt igazságok a bemerítendő szívében munkálkodó élő hit által válnak foganatossá.
A baptisták azért felnőttkorban „keresztelkednek”, mert hisznek abban, hogy hívővé csak saját döntésünk alapján válhatunk. Ezt a döntést nem hozhatja meg helyettük senki más. A Biblia tanulmányozása és az egyháztörténelmi adatok alapján arra jutottak, hogy a Krisztust személyesen ismerő apostolok is a felnőtt hitvalló bemerítést tanították és gyakorolták. Hiszik, hogy a bemerítés egy változást fejez ki: amikor a bemerített ember lemerül a víz alá, az azt fejezi ki, hogy eddigi Isten nélküli élete elmúlt, és amikor feljön a víz alól, az pedig kifejezi, hogy Istentől egy új életet kapott ajándékba.

### Resztoránus közösségek

#### Adventista egyház
A hetednapot ünneplő adventista egyházban a keresztség alámerítéssel történik. Ez a hit magának a szónak a jelentéséből ered, amely bemerítést jelent, és a szó szimbolikájából is, amelyet Róma 6-ban találunk, ahol a keresztséget Pál apostol a múlt eltemetésének, valamint egy új élet kezdésének nevezi. Az adventisták értelmezése szerint a meghintéses keresztség nem lehet igazi, mert a keresztség elveszíti jelentőségét.
Vallják továbbá, hogy a keresztséget csak felnőtt korban lehet alkalmazni, mivel a Márk 16,16 a hittel párosítja. A gyerekeknek pedig — mivel értelme még nem fejlődött ki — az adventista egyház tanítása szerint nincs hite, és a gyerekkeresztség a szülő hitén, döntésén alapszik.
A keresztség az adventista egyházban a külső jele valaminek, ami belül történik. Az ember elfogadja Krisztust megváltójának, megbánja bűneit, és új életet kezd, a szív megváltozik, és Isten törvényét a szívbe írja, és ezáltal az ember nem kötelességből, hanem szeretetből elkezdi megtartani Isten parancsolatait. Tehát a keresztség adventista értelmezés szerint a hívő élet kezdetének külső megnyilvánulása.

#### Az Utolsó Napi Szentek Jézus Krisztus Egyháza
Az Utolsó Napi Szentek Jézus Krisztus Egyházában a keresztelést a Jézus Krisztusba vetett hit és a bűnbánat előzi meg. A megtért nagykorú személlyel egy teljes idejű misszionárius tart keresztelkedés előtti interjút (négyszemközti beszélgetés), amely során mindketten meggyőződnek arról, hogy a keresztelkedésre készülő megértette-e a keresztséggel járó szent szövetség lényegét, kész-e Krisztus nevét magára venni és parancsolatait betartani, továbbá tisztában van-e az evangélium alapvető tantételeivel és szertartásainak jelentőségével. Az Egyház nem végez csecsemő keresztelést, hiszen egy kisgyermek nem képes kifejezni szövetségkötési szándékát. A keresztelés legkorábban a 8. életév betöltése után történhet, a püspökkel történt keresztelési interjút követően, amelynek során nyilvánvalóvá kell váljon, hogy a keresztelési szövetség megkötését maga a gyermek kívánja és tisztában van a jelentőségével.
A vízzel való keresztelés szertartása egy ünnepélyes és áhítatos hangulatú gyűlés keretében történik, amelyet nyitóimával és nyitóénekkel kezdenek, a szövetségekről és szertartásokról szóló beszédek hangzanak el, esetleg a barátok, családtagok különleges zeneszámokat adnak elő, majd elvégzik a szertartást egy felhatalmazott papságviselő által, majd a gyűlést záróénekkel és záróimával fejezik be. Maga a szertartás egy keresztelőmedencében, vagy más olyan alkalmas vízben történik ahol a teljes alámerítés elvégezhető. Mind a keresztelendő, mind a keresztelést végző személy tiszta fehér ruhát visel, amely annak a tisztaságnak a jelképe, mely a bűnök bocsánatából ered.
A vízzel való keresztelést követően általában a soron következő vasárnapi úrvacsorai gyűlésen kerül sor a "tűzzel és Szentlélekkel való" keresztelkedésre, amelyet a Szentlélek ajándékának adományozása, vagy röviden konfirmáció szertartásának is neveznek. A megkeresztelt személy a konfirmáció által válik az egyház teljes jogú tagjává. A szertartás során a megkeresztelt személy befogadja a Szentlelket, amely ezt követően mindvégig vele marad és segíti, inspirálja élete során, ameddig érdemes rá.
Az úrvacsorai gyűlés során, de még az úrvacsora szertartása előtt, az újonnan megkeresztelt testvért megkérik, hogy jöjjön ki a gyülekezet elé, ahol egy székre ül, majd egy vagy több papságviselő a fejére helyezi a kezét, és elvégzi a szertartást.

#### Jehova Tanúi
A Jehova Tanúi csak felnőtteket keresztelnek. Nem fogadják el, vagy nem is ismerik azt az állítást, miszerint az ószövetségi zsidó körülmetélés előképe a gyermekkeresztségnek, hiszen azt is gyermekeken, pontosabban 8 napos csecsemőkön végezték. Nem ismerik el továbbá Isten megelőlegező szeretetét sem a gyermekek iránt ebben a tekintetben. A Jehova Tanúi továbbá nem a Szentháromság egy Istenének nevébe, az Atya, a Fiú és a Szentlélek nevében keresztelnek, hanem az Atya, Mihály arkangyal és a szent szellem nevében. Ez utóbbit csak egy erőnek tartják, és kis betűvel is írják (szent szellem, szemben a Szent Lélek vagy Szent Szellem megnevezéssel). Természetesen náluk is Atyát, Fiút és Szent Lelket vagy Szellemet mondanak az ajkukkal, de a jelentése náluk nem az mint a Háromság hívőknél. Ezáltal ők úgymond "felesküsznek" Istenen kívül egy teremtményre és egy tudat nélküli erőre is. E két utóbbi nevében való keresztelkedés mindazonáltal a saját tanításuk alapján is bálványimádás kellene hogy legyen, mert kimeríti annak fogalmát. A Jehova Tanúi-keresztség gyakorlatilag tagi viszonyt biztosít és jelent. Nincs igazán mély jelentése. A tradicionális egyházak nem fogadják el ezt a keresztséget, mint bibliaellenes dolgot. Ha egy volt Jehova Tanúja más felekezethez szeretne tartozni, meg kell keresztelkednie a Szentháromság Istenére. Forrás: "Új Világ Fordítás", a Jehova Tanúi Bibliája, valamint a "Mit Tanít Valójában a Biblia?" című tanító jellegű könyv, melyet szintén a Jehova Tanúi szervezete, az Őrtorony Társulat ad ki. Arról, hogy ők valóban Mihályt, az Arkangyalt gondolják Jézusnak, többek között a "Mit Tanít Valójában a Biblia" 218-219-ik oldalán olvashatunk, ahol ez félreérthetetlenül le van írva.

## A Bibliában
Máté evangéliuma 3,13-17; Máté evangéliuma 28,19 ; Pál levele a Kolosséiakhoz 2,11-12; János evangéliuma 15,10;14; Apostolok Cselekedetei 2,41; Apostolok Cselekedetei 22,16;
Pál levele a Galatákhoz 3,27 ; Pál első levele a Korinthusiakhoz 12,13; Apostolok Cselekedetei 10,47-48; Apostolok Cselekedetei 16,33-34; Apostolok Cselekedetei 8,36-38; Máté evangéliuma 28,19;
János evangéliuma 3,22-23;26; János evangéliuma 4,1-3; Apostolok Cselekedetei 2,38; Apostolok Cselekedetei 8,12; Pál levele a Rómaiakhoz 6,11; Pál levele a Rómaiakhoz 6,3-5; Márk evangéliuma 16,16;
Zsidókhoz írt levél 11,1-2

## Nem keresztény vallások hasonló szertartásai
A buddhizmusban a menedékvételt tekinthetjük a keresztelővel megegyező szertartásnak, ahol a világi emberek egy láma jelenlétében elvégzik a szertartást. A menedékvétel után kijelenthető, hogy a világi személy felvette a buddhista hitet. A menedékvétel jelenti a buddhista hitgyakorlás kezdeti időpontját.

## A Keresztség vitatott pontjai
A különféle keresztény felekezetek számos Bibliaértelmezése és teológiai tanítása miatt sok a vitatott pont. A vitatott pontok az alábbiak.
- Csecsemőkeresztség

Ez a Katolikus egyház szerint hozzásegít az üdvösség elnyeréséhez, a Református egyház szerint Isten megelőlegező szeretetét nem vonhatjuk meg a gyerekektől, továbbá a gyerekek is lehetnek tanítványok, Jézus ugyanis a tanítvánnyá tevést kérte az Őt követőktől s mi éppen ezt tesszük a gyerekekkel, tehát tanítjuk őket, számos egyéb keresztény felekezet tanítása szerint szükségtelen, vagy csak hagyomány, bizonyos fundamentalista keresztény irányzatok szerint pedig bűn.
- Létezik-e kétfajta keresztség?

Főként a pünkösdi gyülekezetek vallják, hogy kétféle keresztség létezik: vízkeresztség és Szentlélek keresztség. Ezt például a Biblia következő részei alapján állítják: Zsidók 6,2, amely "keresztségekről" beszélt, többes számban; Cselekedetek 11,16, amely szembeállítja a vízzel és a Szentlélekkel való megkeresztelkedést. A szentlélek keresztséget számos tradicionális keresztény egyház nem ismeri el.
- Szükséges-e a vízkeresztség?

Minden egyház gyakorolja ezt a fajta keresztséget, Jézus szavai alapján: Elmenvén azért, tegyetek tanítványokká minden népeket, megkeresztelvén őket az Atyának, a Fiúnak és a Szent Léleknek nevében. (Máté 28,19.) Egyes egyházak vallják, hogy a teljes alámerítkezés felnőtt fejjel nem szükséges az üdvösséghez.
- A keresztség mivolta

Egyes keresztény egyházak vallják, hogy a keresztség egy lelki újjászületés szimbóluma, mely nem üdvösségi feltétel. Más egyházak meggyőződése, hogy valódi lelki újjászületés történik a keresztelőben, ezért az (a felnőttkeresztség a bűnök bocsánatára) üdvösségfeltétel. Jézus ígérete ez: A ki hiszen és megkeresztelkedik, üdvözül; a ki pedig nem hiszen, elkárhozik. (Márk 16,16).